# Evening Shade (Oklahoma)
Pour l’article homonyme, voir Evening Shade (Arkansas).
Evening Shade est une census-designated place du comté de Sequoyah, dans l'État d'Oklahoma, aux États-Unis,. En 2020, elle compte une population de 378 habitants.